# Kutzenhausen (Alemanha)
Kutzenhausen é um município da Alemanha, localizado no distrito Augsburg, no estado de Baviera.